# Ильченко, Николай Петрович
Ильченко Николай Петрович (22 мая 1911, Хаваст, Сырдарьинская область — 22 июля 1942) — Герой Советского Союза, участник Великой Отечественной войны, командир танковой роты 2-го танкового батальона 11-й лёгкой танковой ордена Ленина бригады имени комбрига М. П. Яковлева 1-й армейской группы, капитан.

## Биография
Родился 22 мая 1911 года на станции Урсатьевская в семье рабочего. Украинец. Член ВКП(б) с 1932 года.
С 1924 года жил в городе Харькове (Украина). В 1926 году окончил в Харькове 6 классов средней школы. С апреля 1927 года работал курьером ВСНХ в городе Харькове, а с сентября того же года — учеником токаря на металлургическом заводе «Югсталь» в городе Сталино. В 1929 году окончил школу ФЗУ при Харьковском паровозостроительном заводе имени Коминтерна, с января 1930 года работал на этом же заводе токарем по металлу и инструктором механического цеха. В сентябре 1931 года поступил на учёбу в Московский индустриально-инструкторский техникум в котором проучился до третьего курса.
В Красной Армии с 1 июня 1932 года — по партийной путёвке направлен в Орловскую бронетанковую школу имени М. В. Фрунзе, которую окончил в 1934 году. 2 ноября 1934 года назначен командиром танка 1-го танкового батальона 32-й механизированной бригады им. Володарского 11-го механизированного корпуса ОКДВА. 13 сентября 1935 года назначен командиром взвода 2-го танкового батальона 6-й механизированной бригады 11-го механизированного корпуса Забайкальского военного округа. 22 сентября 1937 года был переведён в 32-ю механизированную бригаду, командиром танкового взвода 2-го танкового батальона. В ноябре 1938 года назначен командиром танковой роты 2-го отдельного танкового батальона 11-й механизированной бригады.
Участник боёв с японскими милитаристами у реки Халхин-Гол (Монголия) с 11 мая по 16 сентября 1939 года.
Подвиг
Танковая рота 11-й лёгкой танковой бригады (1-я армейская группа) под командованием капитана Ильченко Н. П. в августе 1939 года, действуя в составе Северной группы советско-монгольских войск, в боях на высоте «Палец» за два дня уничтожила 7 орудий и 11 пулемётных точек противника, обеспечив успешное продвижение стрелковых подразделений.
Указом Президиума Верховного Совета СССР от 17 ноября 1939 года «за образцовое выполнение боевых заданий Правительства и проявленные при геройство» капитану Ильченко Николаю Петровичу присвоено звание Героя Советского Союза с вручением ордена Ленина и медали «Золотая Звезда».
1 ноября 1939 года назначен на должность начальника штаба 11-й танковой бригады 1-й армейской группы. Возвратившись на родину, Н. П. Ильченко участвует в советско-финской войне 1939—1940 годов. 31 января 1940 года зачислен слушателем 1-го курса Военной академии механизации и моторизации РККА имени И. В. Сталина. 5 февраля 1940 года назначен командиром 45-го отдельного танкового батальона 11-й танковой бригады.
На фронте в Великую Отечественную войну с октября 1941 года. Сражался с немецко-фашистскими захватчиками на Западном и Брянском фронтах в должности начальника штаба 19-го танкового полка, заместителя начальника штаба 19-й танковой бригады, заместителя командира 27-й танковой бригады 5-й танковой армии и заместителя командира 148-й танковой бригады.
Майор Ильченко Н. П. пропал без вести 22 июля 1942 года после боя в районе села Тербуны (ныне посёлок городского типа Липецкой области). Согласно докладу командира 148-й танковой бригады подполковника Бородавкина заместитель командира 148-й танковой бригады Герой Советского Союза майор Ильченко погиб 22 июня 1942 года во время боя в районе высоты 187,9 рядом с селом Медвежье Воронежской области.

## Воинские звания
- лейтенант (24.01.1936);
- старший лейтенант (1.01.1939);
- капитан (31.07.1939);
- майор (10.12.1941)[1].

## Награды
- Герой Советского Союза (17 ноября 1939, медаль «Золотая Звезда» № 172)[4][2];
- орден Ленина (17 ноября 1939)[4];
- орден Красного Знамени (29 августа 1939)[4][5];
- орден Красной Звезды (10 января 1942)[6]